# Bernhard Wilhelm Siemens (1861-1917)
Bernhard Wilhelm Siemens (Uithuizen, 14 februari 1861 – Laag-Soeren, 21 maart 1917) was tussen 1897 en 1916 burgemeester van Zuidbroek in de Nederlandse provincie Groningen. 
Hij was een zoon van Anje Bonthuis (1821-1908) en arts te Uithuizen dr. Bernhard Wilhelm Siemens (1816-1888). Bernhard Wilhelm Siemens (1861) trouwde met boerendochter Everdina Torringa (1864-1904); uit dit huwelijk werden twee zonen geboren. Zijn zoon B.W. Siemens werd landbouwer, maar werd bekend als auteur van de Historische Atlas van de provincie Groningen. Hun zoon Roelf Eijes Siemens was eveneens landbouwer, maar tevens van belang voor de hippische beleving.  
Vanaf 1897 was Siemens burgemeester van Zuidbroek en probeerde gedurende zijn ambtsperiode tot 1916 Zuidbroek te moderniseren. Tijdens die periode kwamen er spoorwegen, telegraaf en telefoon. Hij wilde zelf eigenlijk al in 1904 (of daarvoor) stoppen omdat zijn vrouw reeds op jonge leeftijd ernstig ziek werd. Zij zou na een lang ziekbed op 39-jarige leeftijd overlijden in Davos, vermoedelijk dus tuberculose. In 1916 moest Siemens stoppen en trok naar Arnhem. Niet veel later werd hij opgenomen in het sanatorium van Laag-Soeren waar hij overleed.